# Luis Alviz
Luis Alviz Cerro es un torero español nacido en Cáceres en el año 1934.

## Carrera taurina
El 13 de junio de 1949 con 15 años recién cumplidos se le ofreció la oportunidad de lidiar unos becerros en la localidad cacereña Valverde del Fresno 1934 junto a José Gutiérrez Izquierdo, El Mirabeleño que posteriormente sería padre del diestro placentino Juan Mora. Luis Alviz pasó a ser conocido como Capichull.
Desde 1955 Luis Alviz hizo diversos paseíllos como novillero
El 8 de agosto de 1965 tomó la alternativa en la Plaza de toros de Cáceres encerrándose el solo frente a seis astados de la ganadería Flores Albarrán
El 1 de mayo de 1975 Luis Alviz se despidió de los ruedos con una corrida extraordinaria que se celebró en Cáceres junto a los diestros cacereños Morenito de Cáceres y Antonio Sánchez Cáceres.
Tras su retirada Luis Alviz estuvo gestionando el coso cacereño durante 15 años.